# Algorithme phonétique
Un algorithme phonétique est un algorithme conçu pour indexer les mots selon leur prononciation. 

## Contexte et difficultés
La plupart des algorithmes phonétiques sont développés pour être utilisé avec la langue anglaise ; par conséquent, appliquer les règles de ces algorithmes à d’autres langues ne devrait pas donner de résultats compréhensibles.
Ils sont par nécessité complexes, avec de nombreuses règles et exceptions, car les langues et prononciations sont complexes de par les changements historiques dans la prononciation des mots et aux emprunts de diverses langues.

## Liste d'algorithmes connus
Parmi les algorithmes phonétiques les plus connus on peut citer :
- Soundex, lequel a été développé pour coder des noms propres. Les codes Soundex sont des chaînes de quatre caractères composées d'une lettre suivie de trois chiffres.
- Daitch-Mokotoff Soundex (en), lequel est une amélioration de Soundex afin de mieux correspondre aux noms propres d’origines slaves et yiddish.  Les codes Daitch-Mokotoff Soundex sont des chaînes de caractères composées de six chiffres.
- Metaphone et Double Metaphone, qui convient le mieux avec la plupart des mots anglais, français et pour d’autres langues au lieu uniquement des noms propres. Les algorithmes Metaphone servent de base à la majorité des correcteurs orthographiques.
- Miracode
- New York State Identification and Intelligence System (en) (NYSIIS), lequel fait correspondre les phonèmes similaires à la même lettre. Le résultat est une chaîne de caractères qui peut être prononcée par le lecteur sans décodage.